# 김덕제

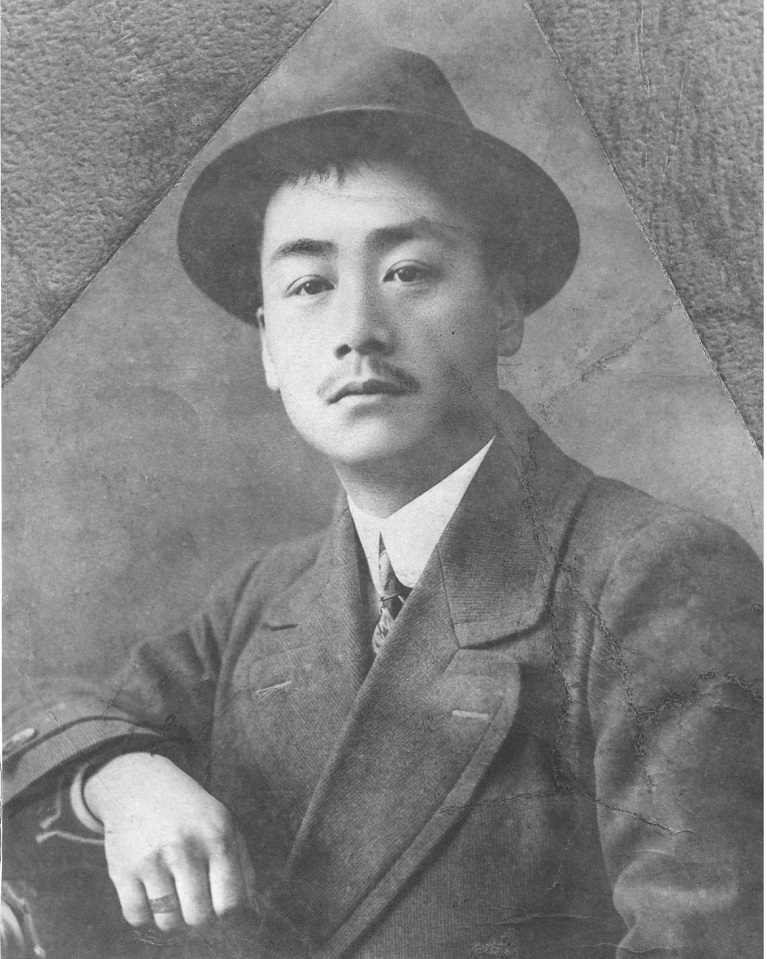
Dukjae kim

김덕제(金德濟, ? ~ ?)는 조선 및 대한 제국의 의병장이다.
원주 진위대 대장 대리로 있을 때 군대 해산령을 반대하여 부근의 일본 헌병대 분견소를 파괴하였으며, 부하를 전원 의병으로 조직하여 양양·간성·고성 등지에서 싸웠다. 1962년에 대한민국 건국공로훈장 단장(건국훈장 독립장)이 수여되었다.